# Mico-leão
Mico-leão é uma denominação comum a macacos do Novo Mundo, do gênero Leontopithecus, subfamília Callitrichinae. São endêmicos da Mata Atlântica brasileira, com distribuição geográfica nos estados da Bahia, Minas Gerais, São Paulo, Rio de Janeiro e Paraná.
Também chamados de micos, são animais de hábitos diurnos, arborícolas e gregários, vivendo em grupos familiares.

## Descrição
Caracterizam-se por possuir uma pelagem abundante e brilhante, principalmente ao redor da cabeça, formando uma espécie de "juba". A face é quase nua, e as mãos pés são compridos com dedos muito longos e com garras. São os maiores representantes dos Callitrichinae, chegando a pesar até 800 g e medir 76 cm de comprimento, contando com a cauda. Não apresentam dimorfismo sexual, apesar das fêmeas chegarem a pesar mais que os machos durante o período de gestação.

## Distribuição geográfica e habitat
Os mico-leões são espécies endêmicas do Brasil, do bioma da Mata Atlântica, sendo originalmente encontrados do sul da Bahia até o litoral norte do Paraná e interior de São Paulo, ao sul do rio Tietê. Atualmente são encontrados apenas em algumas poucas unidades de conservação porque apresentam distribuição geográfica muito restrita. Habitam os estratos médios das copas das árvores, geralmente as florestas costeiras sempre úmidas, embora o mico-leão-preto ocorra a floresta estacional semidecidual.

## Taxonomia e evolução
Estudos moleculares corroboram a hipótese de que o gênero é monofilético, onde o gênero aparece como grupo irmão do clado formado por Callimico e os saguis pequenos (gêneros Callithrix, Cebuella e Mico). A maioria das filogenias com base em morfologia recupera Leontopithecus como grupo irmão do clado dos saguis (gêneros Callithrix, Cebuella e Mico). Alguns dados moleculares sugerem uma possível ancestralidade comum entre o gênero Callimico e Leontopithecus. A diversificação das espécies de mico-leões ocorreu provavelmente a partir dos refúgios do Quaternário, sendo que o mico-leão-preto e o mico-leão-dourado compartilham um ancestral comum exclusivo, que provavelmente possuía pelagem escura. Já o mico-leão-de-cara-dourada é considerada a primeira espécie a divergir no gênero.
O mico-leão-de-cara-preta, a última espécie a ser descrita, é morfologicamente mais aparentada ao mico-leão-preto, e também é válida como espécie propriamente dita, e não subespécie do mico-leão-preto, como já havia sido sugerido por Coimbra-Filho em 1990.

## Espécies
- Commons
- Wikispecies

As espécies de mico-leão são facilmente distinguidas com base na coloração de sua pelagem:
| Imagem | Nome científico                                | Nome comum                | Distribuição                       | Descrição                                                     |
| ------ | ---------------------------------------------- | ------------------------- | ---------------------------------- | ------------------------------------------------------------- |
|        | Leontopithecus rosalia (Linnaeus, 1766)        | Mico-leão-dourado         | Sudeste do Brasil                  | pelagem toda dourada, ocasionalmente com extremidades escuras |
|        | Leontopithecus chrysomelas (Wied, 1820)        | Mico-leão-de-cara-dourada | Sul da Bahia                       | pelagem negra, com a face, membros e cauda dourados           |
|        | Leontopithecus chrysopygus (Mikan, 1823)       | Mico-leão-preto           | Interior de São Paulo              | pelagem negra com dourado na parte traseira                   |
|        | Leontopithecus caissara Lorini & Persson, 1990 | Mico-leão-de-cara-preta   | Sul de São Paulo e norte do Paraná | pelagem dourada com a face, os membros e a cauda pretos       |